# Julia Higgins

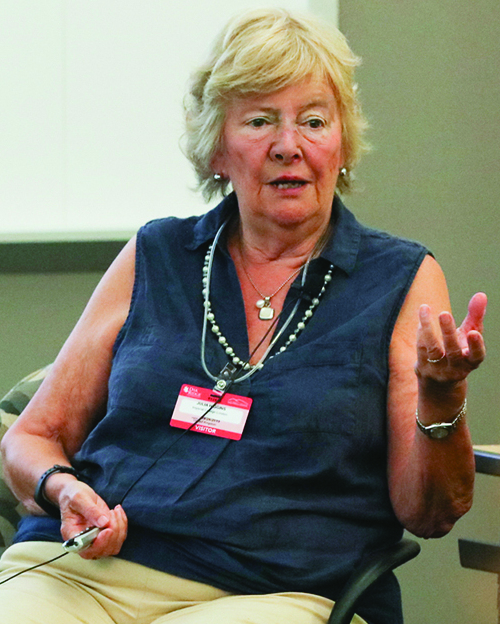
Julia Higgins, 2019

Dame Julia Stretton Higgins (* 1. Juli 1942 als Julia Downes in Surbiton, London, England) ist eine britische Ingenieurin. Sie ist bekannt für ihre Forschung über Polymere. Seit 1976 ist sie an der Abteilung für Chemieingenieurwesen des Imperial College London tätig, wo sie seit 2007 emeritierte Professorin und Senior Research Investigator ist.

## Studium
Higgins besuchte die Ursuline High School in Wimbledon (London) und das Somerville College in Oxford, wo sie einen Master of Arts und einen Doktortitel erwarb.

## Karriere
Im Jahr 1999 wurde Higgins für die Anwendung der Neutronenstreuung und -reflexion auf polymere Materialien und für ihre Verdienste um die Wissenschaft zum Mitglied der National Academy of Engineering gewählt.
Higgins war von 2008 bis 2012 Vorsitzende des Beratenden Ausschusses für Mathematikunterricht (ACME). Sie war auch ehemalige Vorsitzende (1998–2003) des Athena-Projekts, das die Förderung von Frauen in den Bereichen Wissenschaft, Technik und Technologie (MINT-Fächer) in der Hochschulbildung zum Ziel hat. Zwischen 2003 und 2007 war sie Vorsitzende des Engineering and Physical Sciences Research Council. Higgins war 2002–2003 Präsidentin der Institution of Chemical Engineers und 2003–2004 Präsidentin der British Association for the Advancement of Science.
Sie wurde 1995 zum Fellow der Royal Society gewählt.
Sie ist Fellow der Institution of Chemical Engineers, des Institute of Materials, Minerals and Mining, der Royal Society of Chemistry und der Royal Academy of Engineering sowie des City and Guilds of London Institute, dessen Vizepräsidentin sie ist. Sie ist Ehrenmitglied des Institute of Physics und des Somerville College, Oxford.
Im Jahr 1996 wurde sie zum Commander of the Britisch Empire (CBE) ernannt, bevor sie 2001 in der Liste der Ehrungen zum Geburtstag der Königin zur Dame ernannt wurde.
Sie ist Inhaberin der Ehrendoktorwürde mehrerer britischer Universitäten und der Universität Melbourne, Australien. Ihre wissenschaftliche Arbeit konzentrierte sich auf die Untersuchung von Polymeren mittels Neutronenstreuung. Sie ist Mitverfasserin einer Monografie über dieses Gebiet (Higgins & Benoit 1997).
Von April 2003 bis März 2007 war sie Vorsitzende des Engineering and Physical Sciences Research Council. Im Juni 2006 wurde Higgins zur Dekanin der Fakultät für Ingenieurwissenschaften am Imperial College London ernannt. Diese Fakultät ist eine der größten im Vereinigten Königreich und umfasst neun Abteilungen mit 1000 Mitarbeitern, über 4200 Studenten und einem Jahresumsatz von rund 80 Millionen Pfund. Sie ist Mitglied des wissenschaftlichen Beirats des World Knowledge Dialogue und Vorsitzende des wissenschaftlichen Ausschusses der École supérieure de physique et de chimie industrielles de la ville de Paris (ESPCI ParisTech).
Sie ist Schirmherrin von Women into Science and Engineering (WISE), einer gemeinnützigen Organisation, die junge Frauen ermutigt, eine Karriere in den Bereichen Wissenschaft und Technik einzuschlagen, und Mitglied des Beirats der Campaign for Science and Engineering.
Von Oktober 2017 bis September 2019 war sie Präsidentin des Institute of Physics.

## Preise und Auszeichnungen

### Fellow der Royal Society
Higgins wurde 1989 zum Fellow der Royal Society gewählt. Die Laudatio bei ihrer Nominierung lautete:
Nach ihrem ersten Abschluss in Physik forschte die Kandidatin auf dem Gebiet der physikalischen Chemie. In dieser Phase begann sie, die Neutronenstreuung als Instrument zur Untersuchung der Molekularstruktur und -dynamik zu nutzen, und wandte die Techniken erstmals bei der Untersuchung von Polymeren an, als sie als Postdoc an der School of Chemistry, University of Manchester tätig war. Während ihrer Tätigkeit als Physikerin am Institut Laue-Langevin in Grenoble war sie eng an der Entwicklung neuer Techniken und deren Anwendung in der Polymerwissenschaft sowie an der Bildung einer internationalen Gemeinschaft von Wissenschaftlern beteiligt, die diese Techniken nutzen.
Seit ihrer Rückkehr nach Großbritannien hat sie am Imperial Institute eine international anerkannte Gruppe aufgebaut. Sie ist bekannt für ihre Studien über die Dynamik von Polymermolekülen, insbesondere im Bulk-Zustand, und in jüngerer Zeit über die Thermodynamik und Entmischungsprozesse in Polymermischungen. Dr. Higgins hat eine wunderbare Fähigkeit zu erkennen, wann ein neues Gebiet der Polymerwissenschaft reif für eine experimentelle Untersuchung ist, und kann auf eine Reihe von „Erstlingswerken“ verweisen.

### Weitere Auszeichnungen und Ehrungen
- Sir Frank Whittle Medal der Royal Academy of Engineering im Jahr 2020 „für ihre anhaltende Exzellenz in der Polymertechnik“.[15]
- Vom UK Resource Centre als eine von sechs Women of Outstanding Achievement in Science, Engineering and Technology ausgezeichnet (2010)[16]
- Ritter der Ehrenlegion im Jahr 2003
- Präsidentin der British Association for the Advancement of Science von 2003 bis 2004
- Dame Commander of the Order of the British Empire (DBE) im Jahr 2001
- Ehrendoktorwürde der Heriot-Watt University 2000[17]
- Fellow of the Royal Academy of Engineering (FREng) 1999[18]
- Ausländisches Mitglied der National Academy of Engineering der Vereinigten Staaten 1999